# Football Club Sangiuseppese
La Football Club Sangiuseppese è stata una società calcistica di San Giuseppe Vesuviano (NA), esistita formalmente fino al 2008 ma de facto fino al 2006, quando un gruppo di imprenditori ne rilevò il titolo sportivo per la neo costituita società denominata Football Club Neapolis con l'intenzione di spostarlo a Napoli.
Dopo due anni la Lega Nazionale Dilettanti riconobbe ufficialmente il nuovo cambio di denominazione e concesse alla società e alla squadra di giocare a Mugnano di Napoli. Da allora la Sangiuseppese scomparve dalla scena calcistica e al momento la massima espressione calcistica della cittadina vesuviana è la "Polisportiva San Giuseppe Vesuviano", militante in Promozione.

## Storia

### Gli inizi
La squadra fu fondata con il nome di Football Club Sangiuseppese nel 1936 a San Giuseppe Vesuviano. I colori sociali erano il giallo e il blu. Nello stesso anno della fondazione prese parte al campionato di Terza Divisione. In queste prime stagioni la squadra non andava bene e di solito arrivava ultima in classifica.
La Sangiuseppese venne promossa in Seconda Divisione nel 1939. Per un breve periodo, dopo la seconda guerra mondiale, la squadra militò in Serie C nelle stagioni 1946-47 e 1947-48, dopodiché, iniziò un lungo periodo di crisi tanto che la squadra per qualche anno non fu iscritta a nessun campionato.
Nel 1956-57 la squadra locale riapparve con il nome di Pasquale Scudieri, in memoria di un giovane ragazzo prematuramente deceduto. Quell'anno disputò il campionato di Terza Categoria. Ma già nel 1957-58 la squadra riassunse l'originaria denominazione di Sangiuseppese.
Negli anni successivi, assunse anche il nome di G.S. Iride Sangiuseppese (certamente per l'anno 1964-65).
Nel 1970-71 la squadra vinse il campionato di Seconda Categoria e venne promossa in Prima Categoria. Quattro anni dopo la squadra venne promossa in Promozione Campania.
Nel 1976 il club giocò la finale di Coppa Italia Dilettanti, giocata allo Stadio Giuseppe Meazza di Milano e vinta dal Casteggio per 2-0.
Nel 1980-81 la Sangiuseppese venne ripescata in Interregionale e prima di retrocedere nel 1983 affrontò squadre come Crotone, Juve Stabia e Savoia. Restò nelle serie minori fino al termine della stagione 1988-89, anno in cui ritornò in Serie D.

### La Serie C2 e la Pro Sangiuseppese
Nella stagione successiva la Sangiuseppese venne promossa in Serie C2 per la prima volta. Nella stagione successiva sfiorò addirittura la promozione in Serie C1 terminando il campionato al terzo posto dietro Ischia e Acireale.
Nelle successive due stagioni pur non lottando per la promozione il club si piazzò comunque nella parte alta della classifica. A partire dal 1994 la società iniziò un periodo di crisi che la portò un anno dopo alla retrocessione in Serie D (CND a quel tempo). Nel 1996 la Sangiuseppese fallì.
Tuttavia nel 1997 la squadra venne rifondata sotto il nome di Pro Sangiuseppese dopo che una squadra cittadina chiamata Scalese cambiò nome in Pro Sangiuseppese; la Pro Sangiuseppese giocò la sua prima stagione in Promozione Campania che riuscì poi a vincere nella stagione 1997-98. Un anno dopo vinse anche il campionato di Eccellenza Campania e tornò in Serie D.
Nella stagione 1999-00 la Sangiuseppese arrivò 4º in Serie D. Anche se la squadra non riuscì a conquistare la promozione, negli anni 2000 la squadra terminò il campionato tra le prime 10 per 7 stagioni consecutive.

### La fine della Sangiuseppese (2006-2008)
Quando la Sangiuseppese vendette il titolo, nel 2006, Mario Moxedano e Ezio Bouchè diventarono i nuovi proprietari del club il cui nome fu cambiato in via non ufficiale prima in Football Club Neapolis e poi in Football Club Sporting Neapolis. Anche se i proprietari del club decisero di cambiare il nome e spostare il titolo sportivo a Napoli, per la FIGC la società continuò a denominarsi Sangiuseppese e molti dei vecchi giocatori della Sangiuseppese rimasero nel club.
Nella stagione 2006-07 la Sangiuseppese vinse la Serie D e venne promossa in Serie C2 per l'anno 2007-08, dalla quale però retrocesse classificandosi all'ultimo posto con 33 punti, maggior numero di sconfitte, peggior difesa e peggior differenza reti. La Lega di Serie C non riconobbe il cambio di denominazione da Football Club Sangiuseppese a Sporting Neapolis, con una regola che avrebbe obbligato i partenopei a giocare a San Giuseppe Vesuviano.
Nel 2008, la Lega rivide la propria posizione accettando il cambio di denominazione in Neapolis Mugnano e concedendo alla società l'utilizzo del "Alberto Vallefuoco" di Mugnano.

## Allenatori e presidenti
- 1936-1978 ...
- 1975-1976  Franco Carotenuto
- 1979-1980  Gennaro Ambrosio
- 1980-1981  Gino Loveless
- 1981-1989 ...
- 1989-1990  Domenico Gargiulo
- 1990-1991  Giovanni Simonelli
- 1991-1992  Pasquale Santosuosso
- 1992-1993  Franco Villa
 Giovanni Simonelli
- 1993-1994  Giovanni Simonelli
- 1994-1995  Domenico Gargiulo
 Franco Villa
 Domenico Gargiulo
- 1995-1996 ...
- 1996-1997 carica vacante[5]
- 1997-1998 ?
 Gaetano Musella
- 1998-1999  Enzo Troiano
- 1999-2000  Enzo Troiano
 Mario Pietropinto
- 2000-2001  Vittorio Belotti
 Gaetano Musella
 Bruno Di Lauro
- 2001-2002  Franco Villa
- 2002-2003  Franco Fabiano
 Claudio Pirone
- 2003-2004  De Simone
 Domenico Gargiulo
- 2004-2005  Domenico Gargiulo
 Mario Pietropinto
- 2005-2006  Mario Pietropinto
- 2006-2007  Franco Mango
 Bruno Mandragora
- 2007-2008  Bruno Mandragora
 Antonio Porta
 Bruno Mandragora
 Lamberto Leonardi
 Sisti Vitiello

## Palmarès
- Serie D / Interregionale: 2

1989-90 (girone L), 2006-07 (girone I)
- Eccellenza Campania: 1

1998-99 (girone A)
- Promozione Campania: 5

1977-78 (girone C), 1978-79 (girone C), 1979-80 (girone C), 1988-89 (girone B), 1997-98 (girone B)

### Altri piazzamenti
- Serie C2:

Terzo posto: 1990-1991 (girone D)
- Scudetto Dilettanti:

Finalista: 2006-2007
- Coppa Italia Dilettanti:

Finalista: 1976-1977

## Statistiche e record

### Partecipazione ai campionati
| Livello | Categoria                       | Partecipazioni | Debutto   | Ultima stagione | Totale |
| ------- | ------------------------------- | -------------- | --------- | --------------- | ------ |
| 3º      | Serie C                         | 2              | 1946-1947 | 1947-1948       | 2      |
| 4º      | Serie C2                        | 6              | 1990-1991 | 2007-2008       | 6      |
| 5º      | Campionato Interregionale       | 3              | 1981-1982 | 1989-1990       | 12     |
| 5º      | Campionato Nazionale Dilettanti | 1              | 1995-1996 | 1995-1996       | 12     |
| 5º      | Serie D                         | 8              | 1999-2000 | 2006-2007       | 12     |

## Tifoseria
Erano attivi gli Ultrà Sangiuseppese e I Fedelissimi.

### Rivalità
- Grottaglie[6]
- Vis Ariano Accadia[7]
- Virtus Ottaviano
- Terzigno